# Xã Harrison, Quận Clay, Indiana
Xã Harrison (tiếng Anh: Harrison Township) là một xã thuộc quận Clay, tiểu bang Indiana, Hoa Kỳ. Năm 2010, dân số của xã này là 2.172 người.